# برشلونة موسم 2012–13
كان موسم 2012–13 هو الموسم الـ113 في تاريخ برشلونة والموسم الـ82 تواليًا للنادي في الدرجة الأولى من الدوري الإسباني. فاز برشلونة في هذا الموسم بلقب الدوري الإسباني الثاني والعشرين في تاريخه ووصل إلى نصف نهائي دوري أبطال أوروبا ونصف نهائي كأس ملك إسبانيا.

## وصلات خارجية
- الموقع الرسمي لنادي برشلونة